# 2005 en Israël
Chronologie d'Israël (en)
- 2001
- 2002
- 2003
- 2004
- 2005
- 2006
- 2007
- 2008
- 2009

Cette page concerne les évènements survenus en 2005 en Israël  :

## Évènement
- 28 janvier : Résolution 1583 du Conseil de sécurité des Nations unies
- 8 février : Sommet de Charm el-Cheikh (en)
- 12 février : Lancement du satellite Sloshsat-FLEVO (en).
- 16 février : Le parlement approuve le plan de désengagement de la bande de Gaza.
- 16 février : Attentat suicide au club Stage (en) à Tel-Aviv.
- 17 juin : Résolution 1605 du Conseil de sécurité des Nations unies (en)
- 29 juillet :  Résolution 1614 du Conseil de sécurité des Nations unies
- 21 novembre : Raid transfrontalier du Hezbollah (en)
- 21 décembre : Résolution 1648 du Conseil de sécurité des Nations unies (en)

## Sport
- Championnat d'Israël de football 2005-2006
- Participation d'Israël aux championnats du monde d'athlétisme 2005 (en)
- 11-21 juillet : Macabiades de 2005 (en)

## Culture
- Participation d'Israël au concours de l'Eurovision (en).

### Sortie de film
- Avanim
- Les Enfants d'Arna
- Free Zone
- Odessa... Odessa !
- Pour un seul de mes deux yeux
- Une jeunesse comme aucune autre
- Va, vis et deviens
- Quel endroit merveilleux